# Uhrencup
L'Uhrencup è un torneo calcistico che si tiene annualmente in Svizzera, a Grenchen e a Bienne, nel mese di luglio.
Vi partecipano normalmente solamente squadre svizzere, ma, occasionalmente, vengono invitate altre formazioni che svolgono la preparazione estiva.

## Albo d'oro
- 1962 -  Grenchen (1º)
- 1963 -  Ipswich Town (1º)
- 1964 -  Young Boys (1º)
- 1965 -  Vicenza (1º)
- 1966 -  Sochaux-Montbéliard (1º)
- 1967 - non disputata
- 1968 -  Bienne (1º)
- 1969 -  Basilea (1º)
- 1970 -  Basilea (2º)
- 1971 -  Grenchen (2º)
- 1972 -  Neuchâtel Xamax (1º)
- 1973 -  Young Boys (2º)
- 1974 - non disputata
- 1975 -  Young Boys (3º)
- 1976 -  Zurigo (1º)
- 1977 -  Neuchâtel Xamax (2º)
- 1978 -  Basilea (3º)
- 1979 -  Basilea (4º)
- 1980 -  Basilea (5º)
- 1981 -  Grenchen (3º)
- 1982 -  Grenchen (4º)
- 1983 -  Basilea (6º)
- 1984 -  Servette (1º)
- 1985 -  Grenchen (5º)
- 1986 -  Basilea (7º)
- 1987 -  Young Boys (4º)
- 1988 -  Basilea (8º)
- 1989 -  Partizan (1º)
- 1990 -  Górnik Zabrze (1º)
- 1991 -  Colonia (1º)
- 1992 -  Zurigo (2º)
- 1993 -  Zurigo (3º)
- 1994 -  Zurigo (4º)
- 1995 -  Aarau (1º)
- 1996 -  Grenchen (6º)
- 1997 -  Subingen (1º)
- 1998 -  Solothurn (1º)
- 1999 -  Grenchen (7º)
- 2000 -  Young Boys (5º)
- 2001 -  Grasshopper (1º)
- 2002 -  Servette (2º)
- 2003 -  Basilea (9º)
- 2004 -  Young Boys (6º)
- 2005 -  Trabzonspor (1º)
- 2006 -  Zurigo (5º) e  Basilea (10º)
- 2007 -  Young Boys (7º)
- 2008 -  Basilea (11º)
- 2009 -  Šachtar (1º)
- 2010 -  Stoccarda (1º)
- 2011 -  Basilea (12º)
- 2012 - non disputata
- 2013 -  Basilea (13º)
- 2014 - non disputata
- 2015 -  Bienne (2º)
- 2016 -  Galatasaray (1º)
- 2017 -  Stoke City (1º)
- 2018 -  Wolverhampton (1º)
- 2019 -  Young Boys (8º)
- 2020 - non disputata
- 2021 - non disputata
- 2022 - non disputata
- 2023 - non disputata